# HD 30963
HD 30963 är en ensam stjärna belägen i den norra delen av stjärnbilden Eridanus. Den har en skenbar magnitud av ca 7,23 och kräver åtminstone en handkikare för att kunna observeras. Baserat på parallaxmätning inom Hipparcosuppdraget på ca 3,5 mas, beräknas den befinna sig på ett avstånd på ca 930 ljusår (ca 280 parsek) från solen. Den rör sig närmare solen med en heliocentrisk radialhastighet på ca -7 km/s.

## Egenskaper
HD 30963 är en blå till vit jättestjärna av spektralklass B9 HgMn och är en kvicksilver-manganstjärna, en klass av kemiskt speciella stjärnor som har ett överskott av vissa element som kvicksilver. Den har en massa som är ca 2,9 solmassor, en radie som är lika med ca 1,2 solradier och har ca 84 gånger solens utstrålning vid en effektiv temperatur av ca 11 500 K.
HD 30963 har 150 000 gånger så mycket kvicksilver, 2 500 gånger så mycket platina, 1 000 gånger så mycket yttrium och 150 gånger så mycket zirkonium som solen.